# Баддек (річка)
Річка Баддек — мала річка на острові Кейп-Бретон, Нова Шотландія, Канада. Впадає в озеро Бра-д'Ор за кілька кілометрів на захід від села Баддек.
Річка Баддек тече на південь від Кейп-Бретонського нагір'я. Тут можна ловити форель і спостерігати за птахами. Водоспад Уісґе-Бан є популярним туристичним об'єктом.

## Зовнішні посилання
- Село Баддек